# Клевер мохнатый
Кле́вер мохна́тый (лат. Trifolium hirtum) — однолетнее травянистое растение, вид рода Клевер (Trifolium) трибы Клеверные (Trifolieae) подсемейства Мотыльковых (Faboideae) семейства Бобовых (Fabaceae).

## Ботаническое описание

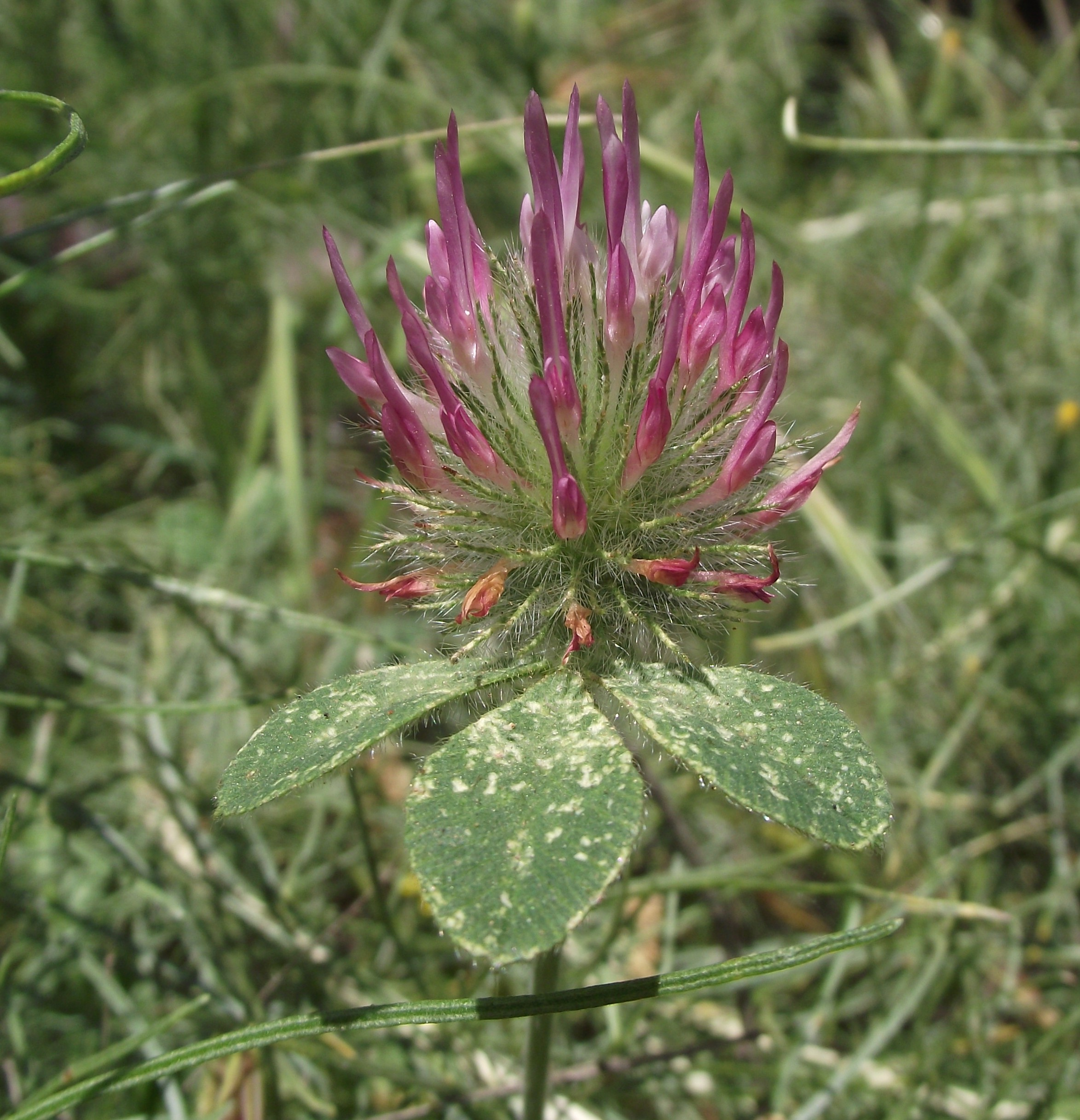
Цветок

Стебель высотой 10—40 см, прямой или восходящий, простой или ветвистый, густо опушённый отстоящими или отклонёнными книзу, длинноватыми волосками.
Черешки верхних листьев волосистые, короче, чем у нижних листьев. Нижние прилистники имеют продолговатую форму, верхние — округло-яйцевидную и бо́льшую ширину. Нижняя часть прилистников практически плёнчатая, верхняя часть оттянуто-заострённая, с немногочисленными, хорошо заметными жилками. Верхняя часть и края прилистников с длинными волосками. Листочки обратнояйцевидной или клиновидной формы, сверху усечённые, сидячие, верхняя часть по краям мелко- и неровно-зубчатая. Обе стороны покрыты длинными, прижатыми волосками.
Соцветие — головка. Головки ложно-конечные, одиночные, с нижней части окружены верхушечными листьями, округлой формы (при плодах — яйцевидной), длиной 2—2,5 см. Цветки длиной 1—1,2 см. Чашечка имеет обратно-коническую форму, густо покрыта волосками бурого цвета. Зубцы чашечки длиннее трубки, линейно-шиловидной формы, с отстоящими волосками. Венчик пурпурного цвета. Флаг значительно длиннее зубцов чашечки, узкий, мечевидный, конец заострённый. Крылья короче флага, лодочка практически равна ему.
Завязь эллиптической формы, практически сидячая, с двумя семяпочками. Плод — боб, плёнчатый. Семя, как правило, одно. Цветение происходит в мае. Плодоносит в июне.
Вид описан из Пьемонта.

## Экология и распространение
Клевер мохнатый произрастает на сухих склонах гор, среди кустарников и в лесах с хорошей освещённостью. Распространён в Азербайджане, Албании, Алжире, Армении, Болгарии, Греции, Ираке, Иране, Испании (Канарские и Балеарские острова), Италии, на Кипре, в Крыму, Марокко, Португалии, Сирии, Тунисе, Турции, Франции, странах бывшей Югославии.

## Классификация
Вид Клевер мохнатый входит в род Клевер (Trifolium) трибу Клеверные (Trifolieae) подсемейство Мотыльковые (Faboideae) семейство Бобовые (Fabaceae).
|  |                          |  |                                                           |                                                           |                   |  | ещё 3 семейства (согласно Системе APG II) | ещё 3 семейства (согласно Системе APG II) |                          |  |  |  | ещё 27 триб         | ещё 27 триб |  |  |  |  | ещё около 300 видов | ещё около 300 видов |
|  |                          |  |                                                           |                                                           |                   |  | ещё 3 семейства (согласно Системе APG II) | ещё 3 семейства (согласно Системе APG II) |                          |  |  |  | ещё 27 триб         | ещё 27 триб |  |  |  |  | ещё около 300 видов | ещё около 300 видов |
|  |                          |  |                                                           | порядок Бобовоцветные                                     |                   |  |                                           |                                           | подсемейство Мотыльковые |  |  |  |                     | род Клевер  |  |  |  |  |                     |                     |
|  |                          |  |                                                           | порядок Бобовоцветные                                     |                   |  |                                           |                                           | подсемейство Мотыльковые |  |  |  |                     | род Клевер  |  |  |  |  |                     |                     |
|  | отдел Цветковые растения |  |                                                           |                                                           | семейство Бобовые |  |                                           |                                           | триба Клеверные          |  |  |  | вид Клевер мохнатый |             |  |  |  |  |                     |                     |
|  | отдел Цветковые растения |  |                                                           |                                                           |                   |  |                                           |                                           |                          |  |  |  |                     |             |  |  |  |  |                     |                     |
|  |                          |  | ещё 45 порядков покрытосеменных (согласно Системе APG II) | ещё 45 порядков покрытосеменных (согласно Системе APG II) |                   |  |                                           | ещё 2 подсемейства                        | ещё 2 подсемейства       |  |  |  | ещё 5 родов         | ещё 5 родов |  |  |  |  |                     |                     |
|  |                          |  |                                                           | ещё 45 порядков покрытосеменных (согласно Системе APG II) |                   |  |                                           |                                           | ещё 2 подсемейства       |  |  |  |                     | ещё 5 родов |  |  |  |  |                     |                     |